# Sesia tibialis
The American Hornet Moth, Sesia tibialis (tên tiếng Anh: Poplar Clearwing Borer hoặc Cottonwood Crown Borer) là một loài bướm đêm thuộc họ Sesiidae. Nó được tìm thấy ở Bắc Mỹ, bao gồm British Columbia, Colorado, Utah, Michigan, Montana, Washington, California và Arizona.

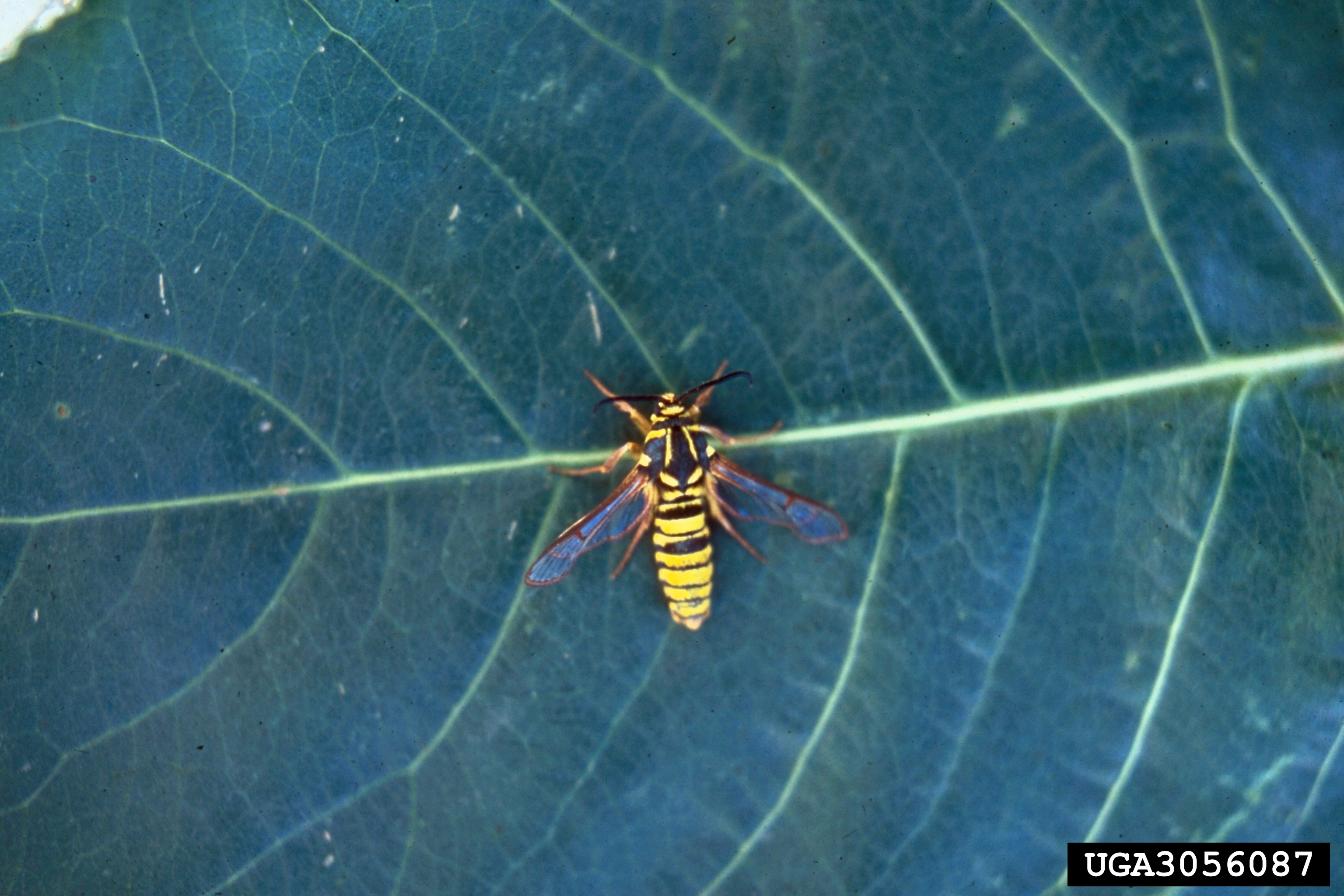

Con lớn trông giống như ong với cơ thể màu đen và sọc màu vàng và đôi cánh trong suốt.
Các thức ăn ấu trùng vào tử đinh hương, tro xanh, cây dương, dương lá rung, là gòn. Đây là một vật gây hại của cây dương và cây liễu và thường ăn ở giường phân lai dương.